# 青色文學系列
《青色文學系列》（日语：青い文学シリーズ）是日本動畫作品，自2009年起於日本電視台播放，全12話。

## 作品簡介
由太宰治的《人間失格》、《跑吧！美樂斯》、坂口安吾的《盛開的櫻花林下》、夏目漱石的《心》、芥川龍之介的《蜘蛛之絲》、《地獄變》共六部作品所組成的電視動畫，共12話。
企劃的開端是在2007年6月提前規劃太宰治百年誕辰（2009年），由集英社文庫所推動的，集合週刊少年Jump上連載的漫畫家，將日本文學名著的封面重新設計並出版。其中《人間失格》與《心》由《死亡筆記本》、《棋魂》的畫家小畑健負責，《盛開的櫻花林下》、《蜘蛛之絲》、《地獄變》由《BLEACH》畫家久保帶人負責，《跑吧！美樂斯》由《網球王子》畫家許斐剛負責。電視動畫化時由畫家負責角色原案。
電視動畫作品由日本演員堺雅人擔任作品的旁白，同時擔任六部作品的男主角的配音員。
以《人間失格》全4話編輯的電影版在2009年12月公開。

## 人間失格
全4話（第1話～第4話）

### 出場人物
大庭葉藏（聲：堺雅人/高城元氣（少年時代））
堀木（聲：高木涉）
恒子（聲：朴璐美）
志津子（聲：久川綾）
美子（聲：能登麻美子）
女侍（聲：田中敦子）

### 工作人員
- 原作：太宰治「人間失格」
- 角色原案：小畑健
- 脚本：鈴木智
- 人物設計、總作畫監督：筱雅律
- 色彩設計：堀川佳典
- 美術監督：清水友幸
- 撮影監督：藤田賢治
- 音樂：タニウチヒデキ
- 音響監督：本田保則
- 助監督：吉野智美
- 導演：浅香守生
- 動畫制作：Madhouse

## 盛開的櫻花林下
全2話（第5話～第6話）

### 出場人物
繁丸（聲：堺雅人）
彰子（聲：水樹奈奈）
千代（聲：川田妙子）

### 工作人員
- 原作：坂口安吾「盛開的櫻花林下」
- 角色原案：久保帶人
- 脚本：飯塚健
- 人物設計：香月邦夫
- 美術監督：一色美緒
- 色彩設計：橋本賢
- 撮影監督：山田和弘
- 音響監督：本田保則
- 音樂：タニウチヒデキ
- 導演：荒木哲郎
- 動畫制作：Madhouse

## 心
全2話（第7話〜第8話）

### 出場人物
老師（聲：堺雅人）
K（聲：小山力也）
小姐（聲：桑島法子）
寡婦（聲：津田匠子）

### 工作人員
- 原作：夏目漱石「心」
- 角色原案：小畑健
- 脚本：阿部美佳
- 美術監督：上原伸一
- 色彩設計：小針裕子
- 撮影監督：藤田賢二
- 音響監督：本田保則
- 音樂：タニウチヒデキ
- 導演、人物設計：宮繁之
- 動畫制作：Madhouse

## 跑吧！美樂斯
全2話（第9話〜第10話）

### 出場人物
美樂斯（聲：堺雅人）
塞里努丟斯（聲：吉野裕行）
迪奧尼斯（聲：中尾隆聖）
美樂斯的妹妹（聲：高橋美佳子）
高田（聲：木内秀信）
城島（聲：關智一）

### 工作人員
- 原作：太宰治「跑吧！美樂斯」
- 角色原案：許斐剛
- 脚本：川嶋澄乃
- 人物設計：細居美惠子
- 美術監督：金子英俊
- 色彩設定：小針裕子
- 撮影監督：五十嵐慎一
- 音響監督：本田保則
- 音楽：村井秀清
- 導演：中村亮介
- 動畫制作：Madhouse

## 蜘蛛之絲
全1話（第11話）

### 出場人物
良秀（聲：堺雅人）
犍陀多（聲：宮野真守）
國王（聲：浪川大輔）

### 工作人員
- 原作：芥川龍之介「蜘蛛之絲」
- 導演：石塚敦子
- 角色原案：久保帶人
- 脚本：小林雄次、石塚敦子
- 人物設計：兼森義則
- 美術監督：金子英俊
- 色彩設定：鎌田千賀子
- 音響監督：本田保則
- 動畫制作：Madhouse

## 地獄變
全1話（第12話）

### 出場人物
良秀（聲：堺雅人）
國王（聲：浪川大輔）
美月（聲：遠藤綾）

### 工作人員
- 原作：芥川龍之介「地獄變」
- 導演：石塚敦子
- 角色原案：久保帶人
- 脚本：小林雄次、石塚敦子
- 人物設計：兼森義則
- 美術監督：金子英俊
- 色彩設定：鎌田千賀子
- 音響監督：本田保則
- 動畫制作：Madhouse

## 主題曲
「We say hello」
歌：Manami

## 插入歌
（盛開的櫻花林下，第5話）
作詞：飯塚健，作曲：タニウチヒデキ，歌：彰子（水樹奈奈）
（盛開的櫻花林下，第5話）
作詞：飯塚健，作曲：タニウチヒデキ，歌：彰子（水樹奈奈）
（盛開的櫻花林下，第6話）
作詞：飯塚健，作曲：タニウチヒデキ，歌：彰子（水樹奈奈）
（盛開的櫻花林下，第6話）
作詞：飯塚健，作曲：タニウチヒデキ，歌：高橋珠代

## 播放電視台
日本深夜動畫：下文記載的日本国内播放時間使用日本標準時間（UTC+9）表示。因為部分時間标识會採用30小时制，因此請留意这类超过24:00的时间，其實際播放時間為翌日清晨。
| 放映地區   | 放映局     | 放映期間                 | 放映時間                 | 放映系列       | 備註                                        |
| ---------- | ---------- | ------------------------ | ------------------------ | -------------- | ------------------------------------------- |
| 關東廣域圈 | 日本電視台 | 2009年10月10日－12月26日 | 星期六25時20分－25時50分 | 日本電視台系列 |                                             |
| 近畿廣域圏 | 讀賣電視台 | 2009年12月28日           | 26時34分－27時34分       | 日本電視台系列 | 蜘蛛之絲、人間失格第1話                     |
| 近畿廣域圏 | 讀賣電視台 | 2009年12月29日           | 26時19分－27時19分       | 日本電視台系列 | 地獄變、人間失格第2話                       |
| 近畿廣域圏 | 讀賣電視台 | 2009年12月30日           | 26時34分－28時34分       | 日本電視台系列 | 心（夏）、跑吧！美樂斯前後編、人間失格第3話 |
| 近畿廣域圏 | 讀賣電視台 | 2010年1月5日             | 24時59分－26時59分       | 日本電視台系列 | 盛開的櫻花林下、心（冬）、人間失格第4話     |
| 日本全區   | Animax     | 2010年1月1日－1月3日     | 21時00分－23時00分       | 衛星電視       | 正月特別編輯集中放映（順序同日本電視台）    |

## 註解
1. ↑  .   [2009-12-26]. （原始内容存档于2020-01-23）.

## 外部連結
- （日語） 日本電視台的介紹網站 （页面存档备份，存于）
- （日語） MADHOUSE的介紹網站 （页面存档备份，存于）